# Ambroise Paré
Ambroise Paré (sinh thập kỷ 1510 – 20 tháng 12, 1590) là một phẫu thuật viên người Pháp. Ông là một phẫu thuật viên hoàng gia chính thức đã từng phục vụ cho nhiều vị vua như Henry II, Francis II,  Charles IX và Henry III và được xem là một trong những người cha của môn phẫu thuật. Ông là một người đi tiên phong trong các kỹ thuật phẫu thuật và y khoa chiến trường, đặc biệt trong việc chữa trị các vết thương. Đồng thời ông còn là một nhà giải phẫu học và người phát minh ra một vài dụng cụ phẫu thuật.

## Y khoa chiến trường
Ambroise Paré sử dụng một dung dịch gồm lòng đỏ trứng, dầu hoa hồng, và turpentine để chữa trị các vết thương chiến tranh thay vì dùng dầu quả cây cơm cháy và phương pháp đốt cháy. Nguyên do là ông bị cạn kiệt nguyên liệu dầu đốt trong khi chữa trị cho các bệnh nhân chiến tranh, và đã sử dụng một phương pháp cũ mà người La Mã đã khám phá ra 1000 năm trước ông. Ông đã chữa trị cho số bệnh nhân còn lại với thuốc mỡ của lòng đỏ trứng, dầu hoa hồng và turpentine và để họ qua đêm. Khi Paré trở về vào buổi sáng hôm sau, ông khám phá ra rằng những người lính được chữa trị với dầu sôi đang đau đớn cực độ, trong khi số còn lại được chữa trị với thuốc mỡ đã hồi phục vì đặc tính kháng khuẩn của turpentine. Điều đó đã chứng minh phương pháp của ông đã tỏ ra hiệu quả. Tuy nhiên, nó không được sử dụng rộng rãi cho đến nhiều năm sau đó. Ông đã xuất bản cuốn sách đầu tiên của mình 'phương pháp chữa trị vết thương gây ra bởi súng hoả mai và hoả khí' vào năm 1545.
Paré cũng giới thiệu phương pháp buộc động mạch thay vì đốt cháy trong thủ thuật đoạn chi. Để làm việc này, ông đã thiết kế "Bec de Corbin" ("mỏ quạ"), một dụng cụ tiền thân của kẹp cầm máu. Mặc dù việc buộc động mạch thường gây ra nhiễm trùng, nhưng nó vẫn đóng một vai trò đột phá trong kỹ thuật phẫu thuật. Trong khi làm việc với các binh lính bị thương, Paré đã ghi nhận trải nghiệm đau đớn từ những người bị cắt cụt chi xuất phát từ chi bị cắt cụt. Ông tin rằng đau ảo xảy ra ở bên trong não chứ không phải từ phần còn lại của chi, vấn đầ này vẫn còn trong vòng tranh cãi của cộng đồng y khoa cho tới ngày nay.
Paré còn là một nhân vật quan trọng trong việc phát triển khoa sản vào giữa thế kỷ 16. Ông làm sống lại thủ thuật xoay chân thai, và chứng tỏ ngay cả trong các ca có vị trí đầu, những phẫu thuật viên có thể cho đứa bé sinh ra an toàn, thay vì cắt cụt chân tay và cho ra từng phần.
Paré được trợ giúp bởi học trò Jacques Guillemeau, người đã dịch các công trình của ông sang tiếng Latin, và một khoảng thời gian sau đã tự mình viết một luận văn về hộ sinh. Một phiên bản tiếng Anh của luận văn được xuất bản năm 1612 với tựa đề Chylde Birth; or, The Happy Deliverie of Women.
Năm 1552, Paré được nhận phục vụ cho hoàng gia dưới triều Valois cho Henry II; tuy nhiên ông không thể chữa trị cho vị vua này khi ông này bị một cú đập vào đầu chí mạng mà ông bị vào năm 1559 trong một chuyến đi. Paré tiếp tục phục vụ cho nhà vua Pháp cho đến cuối đời vào năm 1590, lần lượt phục vụ các vị vua Henry II, Francis II, Charles IX, và Henry III.
Theo Tể tướng của vua Henri IV, Sully, Paré là một người Huguenot và vào ngày 24  tháng 8, 1572, Ngày Thảm sát St. Bartholomew, Paré được cứu khi Vua Charles IX nhốt ông trong một buồng chứa quần áo. Ông mất tại Paris vào năm 1590. Trong khi có chứng cứ cho rằng Paré đã cảm thông với những người Huguenot, ông đã kết hôn hai lần, các con ông được rửa tội theo nghi lễ nhà thờ Công giáo.
Bộ sưu tập các công trình của Paré (được ông xuất bản riêng lẻ trong suốt cuộc đời, dựa trên những kinh nghiệm chữa trị cho các binh lính trên chiến trường) được xuất bản tại Paris vào năm 1575. Những ấn bản này được tái bản thường xuyên, và được dịch sang nhiều thứ tiếng như Đức và Hà Lan, trong đó ấn bản tiếng Anh được dịch bởi Thomas Johnson (1665).

## Thí nghiệm Đá Bezoar
Năm 1567, Ambroise Paré miêu tả một thí nghiệm kiểm tra đặc tính của Đá Bezoar. Vào thời điểm đó, đá bezoar được tin là có khả năng giải tất cả các loại thuốc độc, nhưng Paré tin điều đó là không thể. Thí nghiệm diễn ra khi một đầu bếp ở phiên toà của Paré bị phát hiện ăn cắp cây kéo bạc, và bị kết án treo cổ. Người đầu bếp đồng ý với hình thức đầu độc, với điều kiện được sử dụng đá bezoar sau khi đầu độc và sẽ được tự do nếu sống sót. Viên đá đã không thể chữa trị cho ông ta, và người đầu bếp chết trong đau đớn sau 7 giờ bị đầu độc. Do đó, Paré đã chứng minh được đá bezoar không thể giải tất cả loại độc chất.
Ambroise Paré đã đóng góp cho việc thực hành phẫu thuật đoạn chi và thiết kế bộ phận giả. Ông còn phát minh ra mắt giả,làm từ vàng, bạc, gốm sứ và thủy tinh.